# Treuhandanstalt
Treuhandanstalt, eller bare Treuhand, var en institution ejet af den tyske stat, der havde til opgave at privatisere eller afvikle de statsligt ejede folkeselskaber (VEB) i det tidligere DDR efter Tysklands genforening. Selskabet virkede i 1990-94.
Treuhandanstalt var et stort projekt, hvor den tyske stat skulle omstrukturere erhvervslivet i det tidligere DDR. Treuhandanstalt blev etableret ved den lov (Gesetz zur Privatisierung und Reorganisation des volkseigenen Vermögens (Treuhandgesetz)), som DDR's parlament, Volkskammer, vedtog 1990 i forbindelse med aftalerne om Tysklands genforening. 
Treuhandanstalt havde til opgave at privatisere eller afvikle omkring 8.500 virksomheder med over fire millioner medarbejdere i det tidligere DDR, herunder også 2,4 millioner hektar landbrugsjord og skove. DDR-virksomhederne var ofte ikke konkurrencedygtige i forhold til vestlige og vesttyske virksomheder, hvorfor en række virksomheder ikke kunne privatiseres, men i stedet måtte afvikles. Som følge af de betydelige omvæltninger, der førte til nedlæggelse af arbejdspladser i det tidligere DDR, var Treuhandanstalt udsat for kritik fra flere sider.
Afvklingen af DDR-virksomheder blev afsluttet i 1994, og fra nytår 1995 skiftede Treuhandanstalt derfor navn til Bundesanstalt für vereinigungsbedingte Sonderausgaben.
Treuhandanstalts chef Detlev Karsten Rohwedder blev myrdet i 1991, formentlig af Rote Armee Fraktion, men forbrydelsen er uopklaret.

## Eksterne links
- Wikimedia Commons har flere filer relateret til Treuhandanstalt